# حشم هود
 حشم هود  بالفارسية (روستاى حشم هود) قرية صغيرة تتبع البلدة المركزية (بالفارسية: بخش مرکزی شهرستان بندر لنگه) من توابع مدينة لنجة وتقع في محافظة هرمزگان في جنوب إيران.

## حدود قرية حشم هود
حدود قرية حشم هود: من الشمال: قرية كزیر، ومن الجنوب بندر معلم، ومن الغرب قرية بارجاه، ومن الشرق تنتهي بقرية مالا .

## السكان
يبلغ عدد سكان هذه القرية حسب تعداد السكان لعام 2006 للميلاد، (30) نسمه تشكل (3 عائلات)
من أهل السنة والجماعة وعلى المذهب الشافعي. يتكلون الفارسية باللهجة المحلية، لهم
مسجد، ومدرسة، وعيادة صحية صغيرة، وبركتان لحفظ مياه الأمطار، يمتهنون بتربية المواشي والزراعة.
كذلك يجلبون الحطب من الجبال المحيطة بالقريبة ويبيعونها في القرى المجارة.